# 고려고도징
고려고도징(高麗古都徵)은 조선 후기의 학자인 한재렴이 고려의 수도였던 개성의 산천과 사적을 기록하여 1847년에 편찬한 지리서이다. 7권 3책으로 구성되어 있다. 1847년에 간행되었는데, 1911년 조선고서간행회에서 『발해고(渤海考)』·『북여요천(北輿要遷)』·『북새기략(北塞記略)』 등과 합본으로 간행한 일이 있으며, 1972년 아세아문화사에서 한국학고전시리즈로 영인, 출판되었다.
권1은 국도고(國都考)·산수고·성곽고(城郭考), 권2는 궁전고, 권3은 공해(公廨)·부(附)정동성(征東省)·관사(館舍)·교역(郊驛)·방시(坊市)·교량, 권4는 풍속, 권5는 단묘고(壇廟考)·부(附)경령전(景靈殿)·적경원(積慶園)·적전(籍田) 및 산릉고(山陵考)·부(附)영안성(永安城), 권6은 태학고(太學考)·부(附)구재(九齋), 권7은 사원(寺院)·부(附)인희전(仁熙殿)·혜명전(惠明殿)·잡록(雜錄)으로 되어 있다. 책머리에는 지(識)가 있어 간행 경과를 설명하였고, 편자의 시 7수가 수록되어 있다.
이 책은 비록 조선 후기의 저술이기는 하나 편자가 『고려사』·『동국여지승람』·『고려도경』·『송사(宋史)』·『원사(元史)』 등 여러 책을 섭렵하여 개성에 관계되는 기사를 정리하였고, 자료에 의문이 있는 것은 그에 대한 증빙 자료를 제시하여 자기의 주장을 주(註)로 표시하였기 때문에, 고려시대 연구에 있어서 여러 자료를 쉽게 찾아볼 수 있다.